# ناتالیا بارانسکایا
ناتالیا ولادیمیروونا بارانسکایا (به روسی: Наталья Владимировна Баранская؛ زادهٔ ۳۱ ژانویه ۱۹۰۸ - درگذشتهٔ ۲۹ اکتبر ۲۰۰۴) نویسنده‌ای بود که داستان‌های کوتاه و رمان‌هایی به زبان روسی می‌نوشت. او به‌دلیل تصویر واقع‌گرایانه‌ای که از زندگی روزمرهٔ زنان شوروی ارائه می‌داد، به شهرت بین‌المللی دست یافت.

## زندگی
بارانسکایا در سال ۱۹۰۸ در سن‌پترزبورگ روسیه به دنیا آمد. او در سال ۱۹۲۹ از دانشگاه دولتی مسکو با مدرک زبان‌شناسی و قوم‌شناسی فارغ‌التحصیل شد. در سال ۱۹۴۳، همسرش در جنگ جهانی دوم درگذشت و او به عنوان یک بیوهٔ جنگ، تنها ماند. در آن زمان، او دو فرزند داشت و دیگر هرگز ازدواج نکرد. بارانسکایا در کنار بزرگ‌کردن فرزندانش، به عنوان راهنمای موزه مشغول به کار شد و در موزه‌های ادبی و موزهٔ پوشکین در مسکو فعالیت کرد. پس از بازنشستگی از موزه در سال ۱۹۶۶، او شروع به نوشتن داستان کرد و اولین داستانش در سال ۱۹۶۸ در مجلهٔ ادبی روسی «نووی میر» منتشر شد. او در سال ۲۰۰۴ در مسکو درگذشت.

## آثار منتشر شده
معروف‌ترین اثر بارانسکایا، رمان «یک هفته مثل بقیه» است که برای اولین بار در سال ۱۹۶۹ در مجلهٔ «نووی میر» منتشر شد. این رمان باعث شهرت بین‌المللی او شد.در سال ۱۹۷۱، این رمان با عنوان «ساعتی زنگ‌دار در کمد» توسط بئاتریس استیلمن به انگلیسی ترجمه و در مجلهٔ آمریکایی «کتاب سرخ» منتشر شد.ترجمهٔ دیگری از این رمان توسط امیلی لرمن در سال ۱۹۷۴ در مجله ماساچوست ریویو با عنوان «یک هفته مانند هر هفته دیگر» منتشر شد که ترجمه‌ای آزاد از عنوان اصلی روسی رمان بود.
رمان «یک هفته مثل بقیه» روایتی اول‌شخص از یک هفته از زندگی اولگا ورونکووا، یک دانشمند محقق ۲۶ ساله و مادر دو فرزند است. اولگا شغلی تمام‌وقت دارد و با لیستی بی‌پایان از مسئولیت‌های خانه مواجه است. او دائماً در حال عجله است و اغلب کم‌خوابی می‌کشد. روزهای او قبل از ساعت ۶ صبح شروع می‌شود و پس از نیمه‌شب به پایان می‌رسد. او آن‌قدر مشغول است که حتی وقت و انرژی تعمیر قلاب سوتینش را هم ندارد.
وقتی اولگا در محل کار با «پرسشنامه‌ای برای زنان» مواجه می‌شود، مجبور می‌شود به زندگی روزمرهٔ خود فکر کند. این پرسشنامه از او و همکاران زنش می‌خواهد زمان صرف‌شده برای کارهای خانه، مراقبت از کودکان و اوقات فراغت را در یک هفته محاسبه کنند. اولگا با طنز می‌گوید که تنها سرگرمی‌اش دویدن است: دویدن به فروشگاه، دویدن به سمت اتوبوس و همیشه با کیسه‌های سنگین مواد غذایی در دست. پرسشنامه همچنین از او می‌خواهد محاسبه کند چند روز کاری را در سال به دلیل مریضی فرزندانش از دست داده است. وقتی متوجه می‌شود که ۷۸ روز کاری را از دست داده، احساس گناه و خودآگاهی به او دست می‌دهد. این رمان دیدگاهی دقیق و واقع‌گرایانه از زندگی روزمرهٔ زنان شوروی در دههٔ ۱۹۶۰ ارائه می‌دهد
بارانسکایا بیش از سی داستان کوتاه و رمان منتشر کرد که بسیاری از آن‌ها به زندگی و مشکلات زنان شوروی می‌پردازند. او علاوه بر انتشار داستان‌هایش در مجلات ادبی، چندین مجموعه داستان نیز منتشر کرد، از جمله «یک سوگند بی‌فایده» (۱۹۷۷)، «رنگ عسل تیره» (۱۹۷۷) و «زنی با چتر» (۱۹۸۱).
در سال ۱۹۸۹، مجموعه‌ای از هفت اثر او در ایالات متحده با عنوان: «مجموعه رمان‌ها و داستان‌ها: یک هفته مثل بقیه» توسط پیتا مونک به انگلیسی ترجمه شد.
تمرکز بارانسکایا بر شخصیت‌پردازی و پیشبرد آرام داستان‌ها از طریق اتفاقات و جزئیات است. برای مثال، داستان «رابطهٔ پتونین» که از دیدگاه یک مرد روایت می‌شود، جنبه‌های کوچک بوروکراسی شوروی را آشکار می‌کند، در حالی که داستان «لوبکا» به اصلاحات یک نوجوان بزهکار می‌پردازد.